# Дон Хиль Зелёные штаны
«Дон Хиль Зелёные штаны» (исп. Don Gil de las calzas verdes) — пьеса испанского драматурга Тирсо де Молины, которую относят к циклу бытовых комедий. Была написана не позже 1615 года, опубликована в 1635 году в четвёртом томе собрания пьес Тирсо де Молины. В начале XIX века пьеса была переработана для театра, 14 октября 1814 года её поставили на сцене мадридского Театра Креста по случаю возвращения короля Фердинанда VII из французского плена.
Действие пьесы происходит в Мадриде. Главной героине приходится много раз переодеваться в мужчину, чтобы завоевать объект своей страсти.